# دی. آر. کاپرکار
داتاتریا رامچاندرا کاپرکار (انگلیسی: Dattatreya Ramchandra Kaprekar; مراتی: दत्तात्रेय रामचंद्र कापरेकर؛ ۱۹۰۵–۱۹۸۶) ریاضی‌دان تفریحی و آموزگار اهل هند بود. عدد کاپرکار و ثابت کاپرکار از جمله دستاوردهای اوست.